# Karát
A karát valójában két mértékegység, a drágakövek tömegének és az arany tisztaságának közös neve.

## Drágakövek
A karát a drágakövek tömegének mérésére szolgáló mértékegység. Jele: Kt, angolszász területen ct.
1 Kt = 2×10−4 kg = 0,2 g = 200 mg.
A karát elnevezés a szentjánoskenyérfa termésének görög nevéből, a keration szóból ered, aminek magvait az ókorban – azok nagyon hasonló mérete és súlya miatt – precíziós súlymérésre használták. Bonyolította a helyzetet, hogy minden egyes állam „saját” karátegységet használt, és ezek súlya természetesen eltért egymástól. Később a Trójában használatos szemek súlya lett általánosan elfogadott, amelyek 205 mg-nak feleltek meg. Ezt az értéket 1907-ben a metrikus rendszert használó országok 200 mg-ra módosították (metrikus karát), és manapság már ez az érték az egész világon elfogadott és használatos.

## Arany
A karát az aranyötvözet finomsági fokának megjelölésére szolgáló mértékegység. Egy aranyat tartalmazó fémötvözetek karátértéke egy szám, amely azt mutatja, hogy az adott ötvözetben hány huszonnegyed rész arany van. Tehát az n karátos ötvözetnek n/24-ed része arany, a többi valamilyen más fém. Egy karát 4,167%-os aranytartalmat jelent.
Az arany finomságának jelölése gyakran az aranytartalom ezrelékes formában történő fémjelzésével történik. Például 14 karát esetén ez az 585 szám feltüntetését jelenti, ami 585‰-es aranytartalmat jelent.
A vásárlók a kereskedelemben a karátszámok alapján tájékozódhatnak. Az ékszeriparban a 24, 18, 14, 8 karátos finomság gyakori (bár a 24 karát túl puha, a 8 karát pedig kémiailag kevésbé ellenálló, ezért ezek ritkábbak).
| Karát | Ezrelék | Karát | Ezrelék |
| ----- | ------- | ----- | ------- |
| 24    | 1000,00 | 12    | 500,00  |
| 23    | 958,33  | 11    | 458,33  |
| 22    | 916,67  | 10    | 416,67  |
| 21    | 875,00  | 9     | 375,00  |
| 20    | 833,33  | 8     | 333,33  |
| 19    | 791,67  | 7     | 291,67  |
| 18    | 750,00  | 6     | 250,00  |
| 17    | 708,33  | 5     | 208,33  |
| 16    | 666,67  | 4     | 166,67  |
| 15    | 625,00  | 3     | 125,00  |
| 14    | 583,33  | 2     | 83,33   |
| 13    | 541,67  | 1     | 41,67   |